# Правчицька брама
Правчицька брама (чеськ. Pravčická brána, нім. Prebischtor) — найбільші скельні ворота Ельбських Пісковикових гір.
Висота брами — 16 м, ширина — 26,5 м і глибина — 3 м. У 1826 році тут був відкритий ресторан. У 1881 році на його місці був побудований готель «Соколине гніздо» на 50 місць.
Через сильну ерозію прохід брамою з 1982 року закритий.

## Культура
Пейзажі Правчицьких воріт використовувалися в кількох сценах фільму Хроніки Нарнії: Лев, чаклунка і чарівна шафа.